# Heath (Texas)
Heath é uma cidade localizada no estado norte-americano do Texas, no Condado de Rockwall.

## Demografia
Segundo o censo norte-americano de 2000, a sua população era de 4149 habitantes.
Em 2006, foi estimada uma população de 6853, um aumento de 2704 (65.2%).

## Geografia
De acordo com o United States Census Bureau tem uma área de
17,9 km², dos quais 17,8 km² cobertos por terra e 0,1 km² cobertos por água.

## Localidades na vizinhança
O diagrama seguinte representa as localidades num raio de 12 km ao redor de Heath.